# FC Östringen
 Fußball-Club 1922 Östringen ist ein Fußballverein aus Östringen im Landkreis Karlsruhe in Baden-Württemberg.

## Geschichte
Obwohl das genaue Gründungsdatum nicht überliefert ist, so gilt doch das Gründungsjahr 1922 als gesichert. Von der ersten Stunde an galten viele Anstrengungen dem Bau eines eigenen Sportplatzes. Dieser wurde 1928 auf dem Waldbuckel fertiggestellt.
In den Jahren bis zum Ausbruch des Zweiten Weltkrieges konnte der junge Verein sportliche Erfolge in Form von Aufstiegen in höhere Klassen verbuchen. Auch in der Nachkriegsära durfte sofort an die Erfolge angeknüpft werden, bis 1957 unter dem späteren Kreisjugendleiter Erwin Humbert der Aufstieg in die 2. Amateurliga geschafft wurde. In den folgenden zwei Jahrzehnten wechselten sich Auf- und Abstiege immer wieder ab, wobei die Zugehörigkeit zur 1. Amateurliga zweimal knapp verfehlt wurde.
Der bis dahin größte Erfolg war der Gewinn des Nordbadischen Verbandspokals 1971 sowie die Teilnahme am Süddeutschen Fußballpokal. Weitere große Erfolge ließen nicht lange auf sich warten: Zunächst wurde die Zugehörigkeit zur Landesliga erreicht. 1979 wurde man Meister und stieg erstmals in die Verbandsliga Nordbaden auf.
Im gleichen Jahr konnte der nordbadische Verbandspokal zum zweiten Male gewonnen werden. Die damit verbundene Teilnahme an der 1. DFB-Hauptrunde 1979/80 bescherte dem FCÖ das Traumlos schlechthin, den FC Bayern München, ein bis heute unvergessener sportlicher Höhepunkt. Dem Traumgegner konnte das Heimrecht abgekauft werden und das Jahrhundertereignis damit in Östringen ausgetragen werden. In Rekordzeit wurde durch bauliche Maßnahmen die Zuschauerkapazität von 5000 auf 10.000 erhöht. Das Spiel ging mit 1:10 verloren.
Aber auch Niederlagen und Abstiege gehören zum Sport und so musste der FCÖ später auch in der Bezirksliga antreten, die erst 1992 wieder verlassen werden konnte. Verbands- und Landesligazugehörigkeit wechselten sich ab.
In der Saison 2014/15 spielte der Verein in der Kreisliga Bruchsal und sicherte sich dort die Meisterschaft und den damit verbundenen direkten Wiederaufstieg in die siebtklassige Landesliga Mittelbaden. Neben der Kreisligameisterschaft gewann man auch den Kreispokal und wurde damit 2014/15 Doublesieger.
Bis zum heutigen Tag spielt man in der Liga und wurde 2019, 2023 sowie 2024 Vizemeister, scheiterte aber immer in den Relegationsspielen zur Verbandsliga Baden.